# Port de Grenelle
La port de Grenelle est une voie située dans le 15e arrondissement de Paris, en France.

## Situation et accès
Le port de Javel est une voie publique située dans le 15e arrondissement de Paris, le long de la Seine. Il commence au niveau du pont de Bir-Hakeim et finit à celui du pont de Grenelle.
Côté Bir-Hakeim, il est poursuivi par le port de Suffren et côté Grenelle par le port de Javel.
Il fait face à l'île aux Cygnes.

## Origine du nom

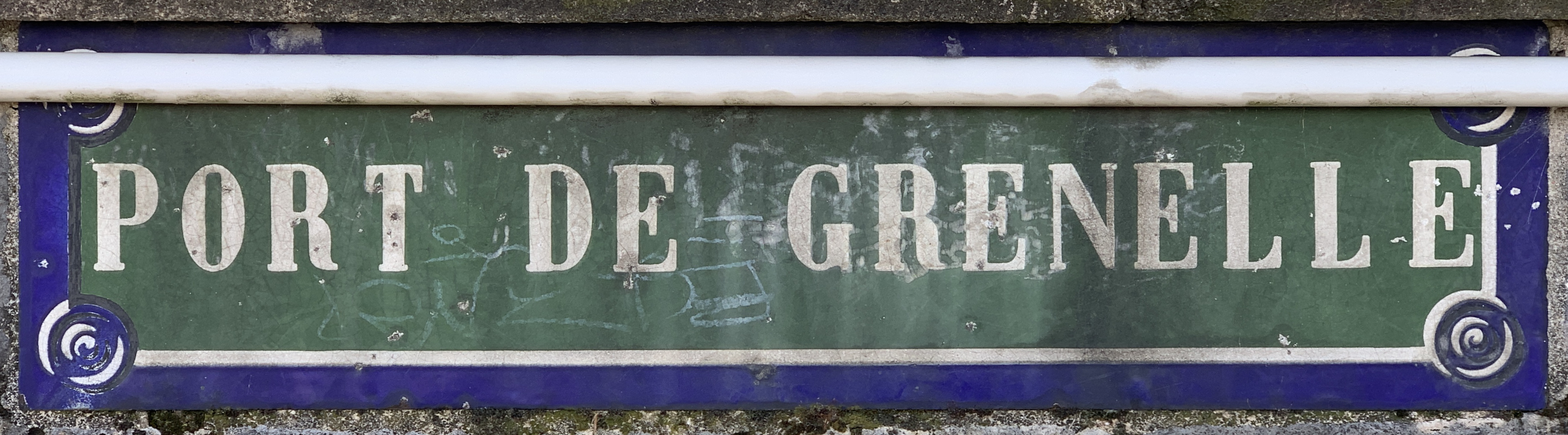
Plaque du port.

Il doit son nom au quartier de Grenelle.

## Historique
Le port est aménagé en 1825-1827, dans le cadre de l'aménagement du nouveau quartier de Beaugrenelle, en même temps qu'est construit le premier pont de Grenelle, en bois, ainsi qu'une gare fluviale. L'entreprise chargée de ces travaux obtient un droit de péage durant 47 ans. Le pont est racheté par la ville de Paris en 1866 et reconstruit en 1874, tandis que le péage est supprimé.
Durant l'été 2025, le port de Grenelle est l'un des sites de baignade aménagé par la mairie de Paris, un an après les Jeux olympiques.